# Haralahalli, Krishnarajpet
Haralahalli là một làng thuộc tehsil Krishnarajpet, huyện Mandya, bang Karnataka, Ấn Độ.